# Mnet
Mnet est un logiciel de réseau informatique décentralisé dans lequel on peut stocker des fichiers (système de fichiers distribué). Les fichiers restent disponibles une fois que la personne les ayant déposés est déconnectée du réseau.
Mnet est également un réseau émergent, c’est-à-dire qu'il permet de relier différents nœuds n'ayant aucune relation entre eux et de les faire travailler de concert.
La première application ayant vu le jour sur la base de Mnet est un logiciel d'échange de fichiers.

## Historique
Mnet est né sous forme d'application commerciale sous le nom de Mojo Nation qui a été entretenue de juillet 2000 à février 2002 par la société Autonomous Zones Industries. La société a sorti le code de Mojo Nation sous licence LGPL. Lorsque la société a fermé, un petit groupe de développeurs a repris le code en main.
La présence de micro-paiements afin de régler l'usage de ressources était une caractéristique de Mojo Nation. Le système de micro-paiement n'a pas été repris dans Mnet.
Mnet et Freenet ont à peu près le même âge. Ils ont tous les deux été créés en totale ignorance de l'existence de l'autre.

La principale différence entre les deux est que Freenet intègre une couche de confidentialité qui ne permet pas de savoir ce qui transite au travers de son nœud Freenet. Mnet n'intègre pas de couche similaire.
La dernière version stable 0.6.2 est sortie en date du 17 juillet 2004.
Depuis décembre 2005 le code de Mojo Nation et celui de Mnet ont été repris dans le produit commercial AllMyData (ex HiveCache).

### Dérivés
Plusieurs projets tirent parti du code écrit pour Mnet
- EGTP
- pyutil
- libbase32
- libzstr
- libzutil

## Autres réseaux anonymes
- GNUnet : réseau P2P et F2F anonyme avec partage de fichier. Logiciel multifonctions et multiplateforme. (Projet GNU, écrit en C).